# Zofia Daszyńska-Golińska
Zofia Daszyńska-Golińska, née le 6 août 1866, morte le 11 février 1934 à Varsovie, est une femme politique, économiste et enseignante polonaise, membre du Sénat de Pologne.

## Biographie
Elle a fait ses études à Varsovie avant de rejoindre le Suisse pour poursuivre ses études à Bâle, elle y rencontre Feliks (1863-1890) et Ignacy Daszyński. Elle va ensuite à Vienne pour y suivre des cours privés et est conférencière à l'Université volante entre 1892 et 1894. Puis est professeure à l'Université Humbolt d'économie, elle retourne en Pologne, Cracovie en 1896, elle est alors enseignante dans de nombreuses écoles : Mickiewicz et aux cours Baraniecki à Cracovie, à l'École d'économie domestique de Lviv ; c'est l'année où elle se marie avec l'agronome Stanisław Goliński (1868-1931).
En 1919, avec Teodora Męczkowska et Justyna Budzińska-Tylicka, elle fonde le Club politique des femmes progressistes, destiné à promouvoir la présence des femmes dans la vie politique.
Elle a travaillé pour le ministère du travail polonais à partir de 1928, en 1930 elle a été élue au sénat polonais.

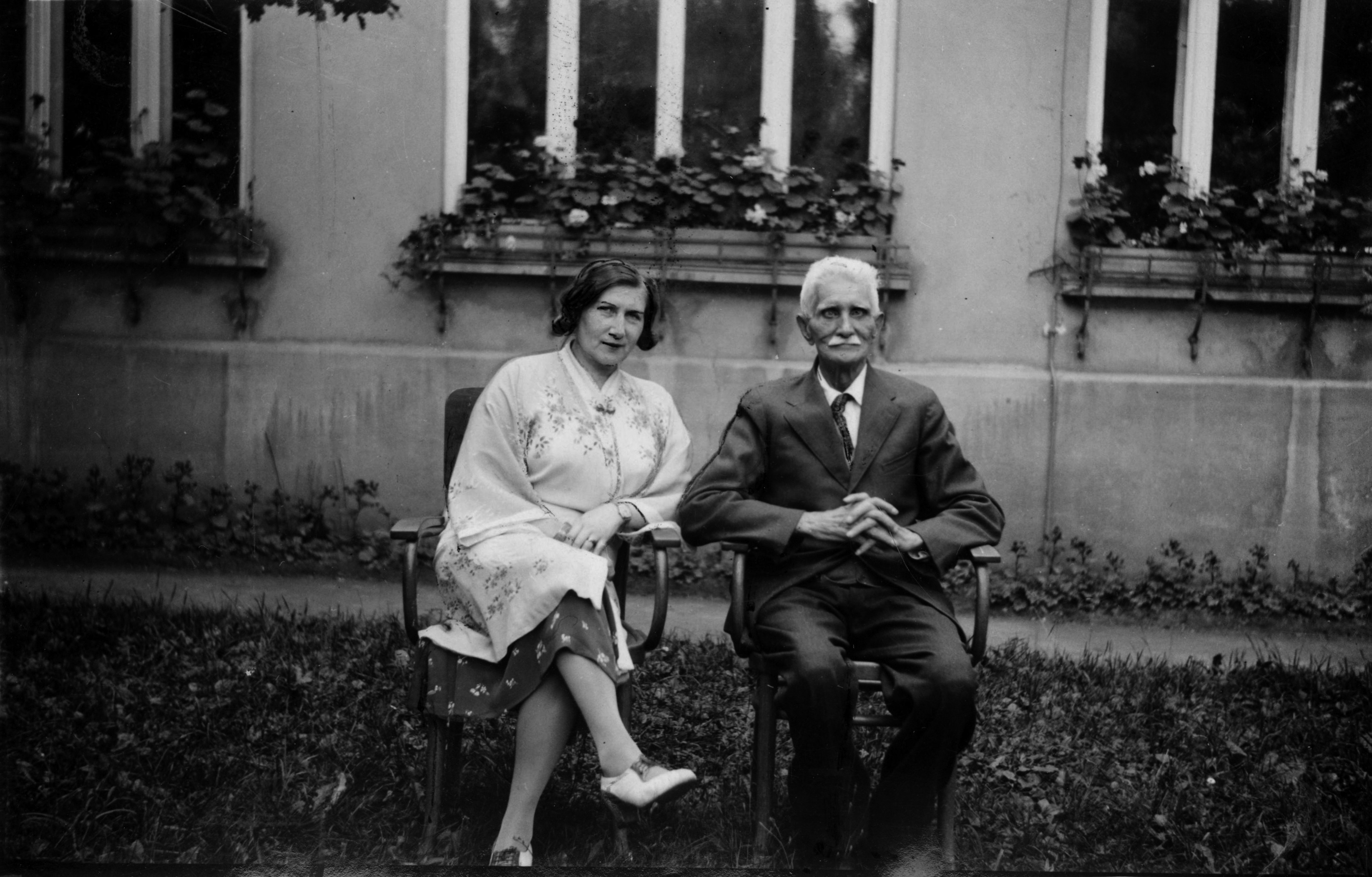
Zofia et Ignacy Daszyński.

## Distinctions
- Officier de l'ordre Polonia Restituta